# Шкільництво в Україні
Шкільни́цтво (шкільна справа) в Україні — формування та організація системи початкової та середньої освіти в Україні, з метою виховання молодого покоління.

## Початки
Ще перед прийняттям християнства Володимиром Святославичем проникало на Русь болгарське (церковно-слов'янське) письмо (кирилиця). Це промостило шлях для прийняття і болгарської літургії та церковної літератури за Володимира, хоч християнство прийняв він від греків. Припускається, що спочатку підготовка священників відбувалася при єпископських кафедрах за візантійським зразком. Князі діставали домашню освіту. З початкового літопису відомо, що Володимир Святославич примусово забирав дітей знаті на «книжне навчання» і Ярослав Мудрий у 1037 році визначив священикам при церквах платню за навчання людей грамоти. На княжих дворах цінувалося знання мов. Серед церковних книжників поширене було знання грецької мови. На дворі галицько-волинських володарів першої половини XIV ст. ввійшла у вжиток латина, що свідчить про впливи західної освіти.

## Середина XIV—XVIII століття
Княжі часи не залишили після себе виразної системи шкільництва, що ускладнювало збереження освіти в Україні після занепаду Київської Держави. Брак власної шкільної системи, особливо — вищої, українці надолужували, виїжджаючи до латинських університетів у Кракові, Празі і Західній Європі. Українські школи стояли на низькому рівні, але були досить поширені. Школи були звичайно при церквах, де вчили дяки. Наука починалась від 7 р. життя. Уявлення про те, з чого вчили, дає буквар Івана Федоровича 1574 року, укладений за грецькими і болгарськими зразками.
Розвиток протестантської (польсько-німецько-латинської) освіти в Україні і Білорусі в XVI і на початку XVII ст. (кальвінська школа в Панівцях на Поділлі, соцініянські — в Киселині поблизу Володимира, Хмільнику, Гощі, Берестечку) і зокрема єзуїтських польсько-латинських шкіл (колегії в Ярославі 1575, академія в Замості 1595 й ін. — разом 23 в Україні) спонукав православних піднести рівень своїх церковно-слов'янських шкіл. За протестантськими і католицькими зразками князь Василь Костянтин Острозький створив православні школи в Турові (1572), Володимирі (1577) і найкращу в Острозі (близько 1580). Крім того, подібні школи виникли в Смотричі (1579) і Холмі (1582). Крім церковно-слов'янської мови, введено до них латинську, грецьку і польську мови.
Новим чинником у розвитку української освіти стали братські школи (перша у Львові 1586), спочатку під сильним грецьким впливом. Спосіб навчання, взаємини між батьками і школою регулювалися шкільними «уставами», «порядками» або «артикулами прав» (львівський 1586, луцький 1624). Братства стали піонерами видання шкільних граматик (церковнослов'янської у Вільні 1586, в Єв'ї 1619 — українських авторів; у Крем'янці 1638; грец.-церковнослов'янської у Львові 1691). Граматика 1619 (М. Смотрицького) дає у вступі деякі інформації про методи навчання в братській школі. Від кінця XVI ст. почали й до цих шкіл вводити латинську і польську мови коштом грецької, навчання якої цілком занепало до середини XVII ст.
Заснована у Києві 1615-го братська школа перетворилася в 1632 році на Києво-Могилянську Колегію, даючи початок українським високим школам. П. Могила ввів до колегії латинську і польську мови. Колегія мала свою філію у Вінниці.
Українську мову в школах не викладали. Деякі початки для її введення зробив П. Могила, наказуючи вчителям у школах, щоб давали учням вивчати напам'ять його катехизис (1645). Але не було українських граматик і букварів; єдина граматика Івана Ужевича (1645) залишилась у рукописах у Франції, а в Україні та Білорусі не була відома.
З боку уніятів були також спроби піднесення освіти духівництва (постанова Собору в Кобрині 1629 про створення духовної семінарії з навчанням латинською і церковнослов'янською. або руською мовами).
Одночасно дійшло до пожвавлення освіти на східному Закарпатті під владою протоїєрея Семигороду (привілей князя Ґ. Бетлена 1627 для мукачівського єпископа І. Григоровича на школи й гімназії всюди, де є церква і на навчання церковнослов'янської, грецької, латинської, єврейської й інших мов).
До середини XVII ст. нижча (парафіяльна) освіта стала загальною в Україні. Як ствердив Павло Алепський 1654 серед українців у державі Богдана Хмельницького «всі або майже всі вміють читати і знають порядок молитов і співів, навіть більшість їхніх жінок і дочок».
Поділ України в Андрусові 1667 призвів до занепаду православних братських шкіл на Правобережжі, а спілка з Москвою спричинила відплив богословів з Лівобережжя на Московщину. Занепала на деякий час Київська колегія. Аж до схилу XVIII ст. не появлялись друком ніякі нові граматики.
Найважливішою школою для православних під Річчю Посполитою стала монастирська школа в Гощі над Горинню (що існувала там від 1638). Крім цього, українці звідти (особливо свящ.) посилали синів і до Київської колегії. Від поч. панування гетьмана Івана Мазепи (1687) колегія переживала відродження. 1701 дістала вона титул академії. Після Мазепи (1709) академія знову занепала, але піднялась за київського митрополита Рафаїла Заборовського (1731—1747). Від середини XVIII ст. почалися спроби часткової секуляризації програми в академії (введення навчання зах. мов, геодезії і будови фортифікацій), але створення чисто світського університету в Москві 1755 усунуло академію на другий план. 1784 до церковнослов'янської мови в академії введено московську вимову. Врешті 1817 академію закрито, а 1819 на її базі створено Київську Духовну Академію.
З інших шкіл на Гетьманщині важливі були: школа в Чернігові (від 1689, від 1700 колегія, від 1776 духовна семінарія, див. Чернігівська Колегія), а також Переяславський Колегіюм (від 1738, з 1776 духовна семінарія). Гетьманщина мала густу мережу парафіяльних шкіл, де вчили місцеві або «мандрівні» дяки. Датки на школу збирали самі учні. 1740—1747 pp. було 966 шкіл на 1 099 поселень, охоплених статистикою, тобто 1 школа на 1,2 тис. населення. Власні школи мала Січ: одну для майбутніх дяків, півчих і дияконів, другу для сиріт (де навчано і лицарського ремесла). Ця остання зберегла український дух аж до зруйнування Січі 1775.
У XVIII ст. почала зростати культурна роль Слобідської України на чолі з Харковом. 1727 відкрито там колегію (див. Харківська Колегія), що стала модернішою від занепалої Київської академії й обох колегій на Гетьманщині. Переважала російська та іноземні мови, толеровано в ній і українську мову в літературних вправах.
На Правобережжі після занепаду православної церкви на зламі XVII і XVIII ст. українська освіта стала завданням уніятської Церкви, особливо Василіян, які мали свої колегії в Володимирі, Умані, Любарі, Шаргороді, Бучачі, Гощі і школи для синів зубожілої шляхти. У школах навчано між іноземних церковослов'янську, польську мови і латини. 1781 польська Комісія Нац. Освіти передала Василіянам деякі поезуїтські школи (після заборони чину Єзуїтів 1773), м. ін. колегію в Острозі. 1788 Василіяни почали частково заводити навчання на народномовній основі в парафіяльних школах. Однак 1789 Комісія наказала польщити всі українські церковні школи. Роль Єзуїтів у полонізації перейняв чин Піярів, які мали школи у Львові, Золочеві, Межиріччі й ін. містах.
На Закарпатті (після перемоги уніятства) поширилися зах. впливи в шкільництві. У 1684 р. Єзуїти створили семінарію в Трнаві на західній Словаччині, де готовано й уніятських священників для Закарпаття. Мукачівський єпіскоп Й. де-Камеліс (1689—1706) модернізував закарпатське церковне шкільництво. Його наступник М. Ольшавський (1743—1767) заснував богословську школу в Мукачеві (1744), а єпископ А. Бачинський (1772—1809) переніс її до Ужгороду (разом з осідком єпархії) і перейменував на семінарію. Енергійні заходи ряду єпископів поставили освіту на Закарпатті на перше місце в Україні (300 шкіл у 1793), що сприяло виїздам ученим на інші українські території.

## Кінець XVIII— поч. XX століття

### Галичина
Приєднання Галичини до Австрії 1772 року тимчасово припинило полонізацію освіти і піднесло рівень українського шкільництва. В 1774 році було створено у Відні семінарію для уніятів (тепер званих греко-католиками — після розпорядження імператриці Марії-Терезії) Австрії при церкві св. Варвари (Барбареум), що існувала до 1784. 1777 введено в Галичині, як у всій імперії, 3 типи державних шкіл: 6-класні нормальні школи (у Львові і Чернівцях — міста, центри коронних країв), 4-класні головні школи (в середніх містах і монастирях) і тривіяльні (найнижчі, народні). У перших типах було введено німецьку мову навчання, в останньому — польську або «руську» (на практиці — ц.слов.). Нагляд над школами здійснювала крайова комісія.
1781 цісар Йосиф II завів обов'язкове загальне навчання всюди, де було понад 90 — 100 дітей у шкільному віці. Нагляд над школами було доручено дідичам (отже в Галичині переважно полякам), рідше Відомству Державного Скарбу. Німецьку мову заведено і до тривіяльних шкіл у містах. Організовано п'ять 5-класних гімназій з латинською мовою навчання, і від 1784 почали вимагати їх закінчення від кандидатів на священників. 1783 року було створено у Львові грецько-католицьку семінарію, 1784 — Львівський Університет з латинською мовою викладання. 1787 року було створено при ньому тимчасово «Studium Ruthenum» для кандидатів на священників, які не знали латини (закрито 1809). 1788 львівське Ставропігійське Братство було перетворене на Ставропігійський Інститут у Львові, який видавав шкільні підручники й утримував одну школу з бурсою. Після смерті Йосифа II під тиском поляків навчання руської мови 1792 року було обмежено двома годинами тижнево й усунено греко-католицьке священство від навчання релігії. У 1805 році Львівський Університет здеградував до ліцею. 1812 року було скасовано обов'язкове загальне навчання. Під тиском польського кліру зникли українські тривіяльні школи.
Нове відродження почалося у 1817 році, коли знову було відкрито університет у Львові, цим разом з німецькою мовою. Гурток церковних діячів у Перемишлі (єпископ М. Левицький, єпископ І. Снігурський, о. І. Могильницький) заснував 1817 року «Заведеніе Півчесько-Учительськое». Під впливом заходів цього гуртка 1818 року уряд дозволив шкільне навчання по-руськи і віддав нагляд над українськими школами греко-католицькому духовенству (на практиці тільки на парафіяльному рівні). Перемиський гурток почав видавати слов'янсько-руські шкільні підручники.
У 1818 році гімназії стали 6-класними. У 1843 році на 2132 школи Галичині були 921 українських (парафіяльних), 190 польських, 81 німецьких і 938 мішаних. Але тільки 50 тривіяльних й одна головна (василіянська у Лаврові) були під наглядом греко-католицького кліру. Рівень українських парафіяльних шкіл був значно нижчий, ніж 
в тривіяльних.
Під час революції 1848 року було створено освітньої організації «Галицько-Руська Матиця» у Львові, у 1849 році — запроваджено у Львівському Університеті кафедру руської словесності, яку очолив Я. Головацький. Г. Шашкевич, що став у 1848 році керівником департаменту народних шкіл і гімназій Галичини у віденськім міністерстві освіти, зробив багато для видання українських підручників і розвитку української наукової термінології. 1855 року цісар Франц Йосиф І передав нагляд над школами консисторіям. Це підвищувало вплив на українські школи греко-католицької консисторії у Львові. Але у 1856 році скасовано примусове навчання української мови в середніх школах. 1867 року Відень передав владу в Галичині полякам. Того ж року створено Крайову Шкільну Раду у Львові у складі 4 поляків й 1 українця і замінено українську мову в середніх школах і в Львівському Університеті на польську. Українську мову було дозволено викладати тільки в нижчих класах Академічної Гімназії у Львові. Крім крайової, існували також повітові громадські шкільні ради. Заведено всюди 6-річне обов'язкове навчання. У 1868 році постало важливе самоосвітнє товариство «Просвіта». У 1876 році староруський табір заснував на противагу «Просвіті» москвофільське Общество ім. М. Качковського. У 1869 році було заведене обов'язкове знання обох місцевих мов — польської й української — для професорів Львівського Університету, але університет залишився мовно польським.
Початкові школи мали максимум 7 класів, при чому останні 3 класи становили т. зв. виділові школи. В українських селах переважали 1- або 2-класні школи. Було лише кілька українських 4-класних шкіл і 2 приватні українські виділові школи для дівчат. 1913 р. 71 % початкових шкіл Східної Галичини були українськими. Проте поширення шкіл не було достатнім; 30 % населення у віці понад 9 pp. було неписьменне.
Українцям вдалося вибороти тільки 6 державних (8-річних, класичних) гімназій (2 у Львові, по 1 у Перемишлі, Коломиї, Тернополі, Станіславові) і паралельні українські класи в польських гімназіях у Бережанах і в Стриї. Тоді як поляки мали 1 гімназію на 60 400 осіб, українці — 1 на 546 000. В українській Галичині було 7 чоловічих і 3 жіночі учительські семінарії, всі двомовні (польсько-українські). Не було державних українських професійних шкіл, тільки 1 приватна середня торгова школа «Просвіти» у Львові й 1 приватна нижча господарчо-садівнича школа в Миловані Товмацького повіту (від 1911 року).
У 1881 році постало Руське Товариство Педагогів, яке видавало двотижневик «Учитель» (1889—1914рр.), а 1910 року виник Крайовий Шкільний Союз на чолі з М. Грушевським і І. Кивелюком. Ці організації упорядковували українські приватні школи. Напередодні Першої світової війни діяло 16 приватних початкових шкіл і 13 середніх.
У 1892 році о. К. Сілецький створив першу українську «захоронку» під опікою Сестер Служебниць. 1900 року постало товариство Руська (потім Українська) Захоронка. Деякі захоронки відкривали також Василіянки (див. Дошкільне виховання).
Учні і студенти (т. зв. академіки) відкривали в останній чверті XIX ст. різні організації (див. Студентство). Учителі початкових шкіл були організовані у Взаємній Помочі Українського Вчительства (від 1905р.), середніх і вищих шкіл — в Учительській Громаді (від 1908р.). Вони видавали педагогічні журнали, остання також шкільні підручники. З ініціативи вчителів (О. Тисовського й ін.) у 1911 році було створено — 12 виховну організацію для молоді «Пласт».
Невдоволені полонізацією Львівського Університету, в якому на 80 професорів було тільки 8 українців (а позиція українців у Львівській Політехніці, заснованій 1872 року, в Школі, потім Академії, Ветеринарних Наук у Львові, заснованій у 1881 році, і в Сільськогосподарській академії в Дублянах була ще слабша), українці боролися за окремий університет. Дійшло до заворушень у Львові (1901—1907рр.), протесних переїздів українських студентів до Віденського, Празького й інших університетів (т. зв. Сецесія). У 1912 році австрійська влада погодилася створити український університет у 1916 році, але цьому перешкодила війна.
За російської окупації Галичини 1914—1915рр. усі українські школи було закрито.

### Буковина
Перед приєднанням до Австрії (1774) освіта була дуже обмежена (тільки в монастирях для нижчого духівництва). 1777 року заведено тут таку саму систему шкільництва, як у Галичині. Нормальна Школа існувала в Чернівцях. У 1851 році почато викладання української мови у Чернівецькій німецькій гімназії. 1869-го створено освітнє товариство «Руська Бесіда» із завданнями, подібними до галицької «Просвіти». У 1875 році постав німецький Чернівецький Університет з 3 українськими кафедрами (мови, літератури та теології). 1887 року постало товариство «Руська (згодом Українська) Школа», яке видавало шкільні підручники. У 1896 році було 165 українських державних шкіл (у тому числі 34 мішані українсько-німецькі й українсько-румунські). Розвиток українських початкових шкіл у містах сповільнювався перевагою євреїв, які підтримували німецькі школи. Від 1896-го почали творитися українські або українсько-німецькі державні гімназії (в Чернівцях, Кіцмані, Вижниці). Постала також приватна українська реальна гімназія у Вашківцях. 1907-го товариство «Рідна Школа» відкрило приватну українську жіночу вчительську семінарію в Чернівцях, а 1910-го там само засновано український відділ у державній учительській семінарії.
Загалом становище українських шкіл на Буковині було ліпше, ніж у Галичині. Нагляд над ними був у руках українців (русинів). В 1910—1911 рр. були 224 українські школи (у тому числі 8 мішаних) поруч з 177 румунськими, 82 німецькими, 12 польськими і 8 угорськими; навчали в них 800 вчителів. Від кінця 1870-х pp. існували українські учнівські й студентські організації («Союз», 1875).

### Закарпаття
Через брак підтримки уряду українські школи після єпіскопа А. Бачинського почали занепадати. Зусилля для піднесення народної освіти виявляв мукачівський єпископ В. Попович (1837—1864). Від 1840-х pp. на чоло культурно-педагогічних діячів Закарпаття висунулися О. Духнович, автор першого букваря народною мовою (1847), й А. Добрянський, творець освітнього Общества, св. Василія Великого 1866 (700 чл. на 1870), яке намагалося видавати шкільні підручники.
Перетворення Австрії на Австро-Угорщину зміцнило 1868 мадяризаційний натиск. У державних школах заведено угорську мову навчання, українську (або русько-слов'янську) залишено як предмет. Руськими лишилися тільки парафіяльні початкові школи. Якщо в 1881 були 353 державних руські школи і 265 угорських, то в 1906  році — вже тільки 23 руські, решта угорські або мішані. Закон міністра освіти А. Аппоньї 1907 ліквідував взагалі навчання руської мови в гімназіях і учительських та духовних семінаріях. Загалом угорська політика перекреслила освітні досягнення Закарпаття від XVII ст. і довела до того, що 60 % населення стало неписьменним.

### Українські землі під Росією
Після захоплення Росією Правобережжя (1793—1795) було залишено польські школи, а також Волинський ліцей (Крем'янець), заснований 1819 року на базі Вищої Волинської гімназії, підлеглі Віленській шкільній окрузі. Решта українських земель мала російське шкільництво в рамках Київської та Харківської шкільних округів. Після польського повстання 1830—1831 pp. російське шкільництво 
було поширено й на Правобережжя і підпорядковано його, замість Віленській, Київській окрузі, створено нову — Одеську округу (1832).
У 1804 році було створено систему 4-річних гімназій у губернію містах під опікою університетів. Створений 1805 року перший на підросійській Україні університет у Харкові (див. Харківський університет) став опікуном цих гімназій на сході України (до 1831 року опікуном правобережних гімназій був польський Віленський Університет). Крім цього, в губернських і повітових містах були створені 2-річні повітові училища під наглядом директорів гімназій, а в містечках і селах — однорічні церковно-парафіяльні школи під наглядом директорів повітових училищ.
Після ліквідації Крем'янецького ліцею 1831 року на його базі, 1834 року був створений другий на підросійській Україні Київський Університет. У 1835 році університети були позбавлені академічних свобод і підпорядковані міністерству освіти. Вищими школами були також ліцеї, особливо Ніжинський Безбородьківський ліцей (у 1825, 1875 році — перетворений на Історико-філологічний інститут князя Безбородька), та Рішельєвський ліцей в Одесі (у 1817, 1865рр. перетворений на Новоросійський університет, згодом Одеський університет).
Крім гімназій (навчання в яких у 1817 року було продовжено до 7 років), середніми школами були кадетські корпуси (в Києві і Полтаві), інститути благородних дівчат у Києві (1837р.), Харкові, Одесі й ін. містах. Нижчим типом середніх шкіл були 5-річні прогімназії (див. Середня школа).
Деколи дідичі у 1820—1840-х pp. створювали для своїх кріпаків школи за зразком Дж. Ланкастера. Загалом на підросійській Україні 1856 року було ледве 1320 шкіл, які охоплювали тільки 0,53 % населення.
Після смерті Миколи І (1855р.) почала упорядковуватись мережа недільних шкіл з навчанням українською і (через брак українських підручників) російською мовами. У 1859—1860 рр. їх було 68. Підручники для них складали Тарас Шевченко, Пантелеймон Куліш та інші. Російський уряд заборонив ці школи в 1862 р., а їхніх діячів репресував. 1863 р. міністр Петро Валуєв заборонив видавати підручники й інші книги українською мовою.

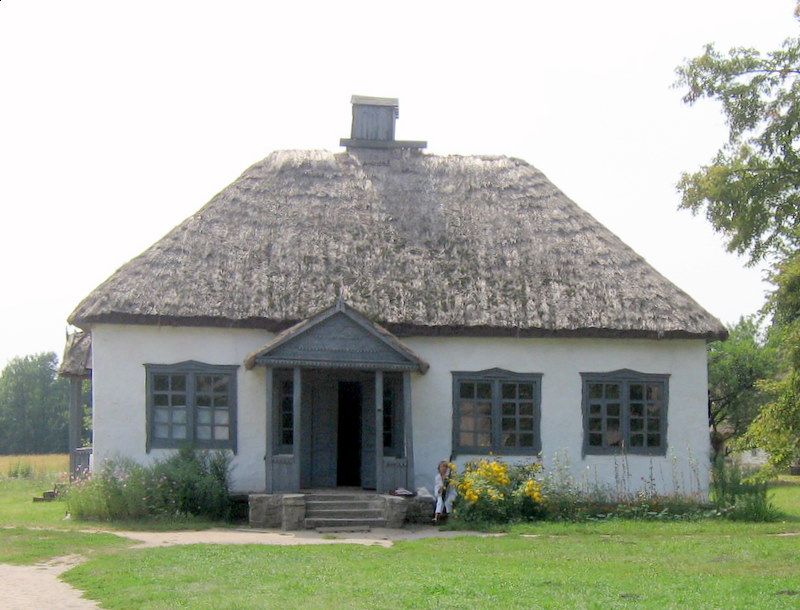
Церковно-парафіяльна школа з Наддніпрянщини (Київщина), Музей народної архітектури та побуту України

Нова система початкової освіти була встановлена у 1864 році: 1- і 2-класні школи, підпорядковані міністерству освіти; «школи грамоти» під юрисдикцією Святого Синоду, 3-річні парафіяльні школи (деякі зміни введено 1874 року). Одночасно створені 1864 року на Лівобережжі і Південній Україні земства отримали право засновувати земські школи. Кількість цих шкіл (від 3-річних до 7-річних і до вчительських семінарій) зростала з близько 1600 у 1877 році до 4700 у 1909—1910 pp. Від 1870 року діячі земств намагалися ввести в цих школах українську мову, але їхні спроби були безуспішними. Уряд не довіряв земським школам і підтримував примітивніші парафіяльні школи.
Російський уряд, не довіряючи правобережній шляхті, переважно польській, забороняв земства на Правобережжі аж до 1911 року. Це поглибило національно-культурну відсталість Правобережжя.
У 1912 році повітові школи було перетворено на вищі початкові школи і 4-річні. З'явилися вони і в менших містах і в селах. До революції 1917 року тільки 60 % дітей ходило до шкіл; на Правобережжі, з вищезгаданих причин, ще менше, тобто 40%.
У 1890-х pp. земства почали відкривати також дитячі садки і ясла (див. Дошкільне виховання). Початок педагогічній освіті на підросійській Україні дала Тимчасова Педагогічна Школа в Києві у 1862 році. 1869 року в Києві відкрилась перша вчительська семінарія, у 1917 році таких було 33. В 1874 році у Глухові було засновано вчительський інститут, а 1917 року їх було 8 (на дещо вищому рівні, ніж семінарії).
З розвитком освіти в Україні перші школи, переважно церковно-парафіяльні, почали відкриватися і у найвіддаленіших селах. Як свідчить історична довідка, всього в Україні в 1897 році налічувалось близько 17 тисяч початкових шкіл. Вони утримувались державою, громадянами, земствами, церквою, приватними особами. До навчання було залучено близько 60 % населення віком старше 10 років.
Як правило, в таких школах навчав дітей священник або дяк, які викладали закон Божий, навчали писати, читати та виконувати арифметичні дії. Спочатку церковно-парафіяльні школи були однокласними, потім трикласними. Навчали читати та писати в основному за Часословом. Крім Часослова, учні вивчали Псалтир.
Для більшості з дітей навчання було важким та нецікавим. Як правило, в таких школах панувала «палочна» дисципліна.
Середні школи після реформи 1864 року і в наступні роки поділялися на класичні гімназії (8-річні), реальні училища (6- або 7-річні), кадетські, духовні училища і семінарії (вищий ступінь), різні жіночі середні школи. Вищою середньою школою була Колегія Павла Ґалаґана, заснована 1871 року в Києві.
Від 1870-х pp. земства почали відкривати професійні школи (мистецька ім. М. Гоголя в Миргороді, ткацька в Дігтярах). На початку 1917 року були в Україні були 93 фахові середні школи.
У 1895 році була створена перша українська студентська організація (в Київському Університеті). У 1913 році таких організацій було вже 22, переважно таємних. Під впливом революції 1905 року і тих організацій деякі професори почали викладати українською мовою, але це швидко заборонили. Жінкам дозволено було вступати до університетів тільки в революційні 1905 — 1906 роки. Натомість існували різні вищі жіночі курси (в Києві від 1878 р.). Розвивалася вища технічна освіта. У 1871 році було створено Харківський Ветеринарний Інститут (на базі ветеринарної школи, заснованої 1851р.), у 1884р. — Технологічний Інститут у Харкові, 1898 року — Політехнічний Інститут у Києві, 1889 року — Вища Гірнича Школа в Катеринославі (від 1912р.— Гірничий Інститут) тощо. Разом у 1915 році було 19 вищих фахових шкіл.
Від кінця 19 ст. взяла початок позашкільна освіта, зокрема з 1891 року почало діяти «Общество Грамотности» в Харкові (див. Товариства грамотності). Від 1864 року були дозволені нові недільні школи під контролем уряду. Від 1870-х pp. опіку над ними перебрали земства, а згодом духовенство. Народні читання, заініційовані у Полтаві 1861 року (російською), були заборонені, але в 1870-х pp. відновлені. У 1898 році група українців у Петербурзі створила Благодійне Товариство видавання загальнокорисних і дешевих книжок, яке на подобу галицької «Просвіти» почало видавати українські самоосвітні книги. Революція 1905 року дала змогу наслідувати галицькі зразки більш одверто: 1905 року в Катеринославі створено перше товариство «Просвіта», згодом і в інших містах.

## 1917—1920 рр
Зайняття Волині, Підляшшя і Полісся німцями й австрійцями під час першої світової війни дозволило на організацію там українських шкіл (разом 250). На Холмщині австрійські окупаційні органи не дозволяли творити українські школи.
Після революції в лютому 1917 організація українського шкільництва перейшла в руки Генерального Секретаріату освіти Центральної Ради (секретар І. Стешенко). Утримано давні 3 шкільні округи під назвою комісаріатів. Створено Товариство Шкільної освіти для виготовлення українських підручників. Почав виходити в Києві часопис «Вільна українська школа» (1917—1919), згодом «Народна Освіта». У серпні 1917 відбувся І з'їзд українських учителів у Києві. Створено Українську Педагогічну Академію в Києві. Після проголошення УНР в листопаді 1917 українське середнє шкільництво розвивалося уже нестримно скрізь на території української держави.
Спеціальна комісія міністерства освіти УНР від кінця 1917 проектувала 12-річну «єдину трудову школу». Гетьманське міністерство освіти (М. Василенко) натомість розвивало українське шкільництво згідно з прийнятими в Європі зразками. Літом 1918 створено понад 50 українських середніх шкіл (деякі перетворені з доти російських). У Полтаві створено Історично-Філолософський Факультет, у Києві Державну Драматичну Школу і Українську Державну Академію Мистецтв (грудень 1919), організовано систему освіти для дорослих під керівництвом С. Русової. Восени 1918 відкрито українські університети у Києві (побіч російського Університету ім. св. Володимира) і в Кам'янці-Подільському на додаток до 3 існуючих університетів, покищо тільки частково українізованих. Крім цього, постав новий університет у Катеринославі.
На Кубані вдалося 1917 ввести українське навчання тільки в нижчих початкових школах. 1919 створено 2 українських гімназії й українізовано 2 вчительські семінарії. Більшість шкіл залишилася російськими.
У Галичині за ЗУНР шкільництво належало до компетенції Державного Секретаріату освіти (державний секретар О. Барвінський) і повітових шкільних рад. Частину польських шкіл у містах українізовано. Приватні українські школи націоналізовано. Діяло 30 середніх шкіл (20 гімназій, 3 реальні школи, 7 учительських семінарій).

## Українські землі під Польщею
1919—1939. До окупації Галичини Польщею 1919 була розвинена мережа українського шкільництва (близько 2500 початкових шкіл і близько 500 на північно-західних землях, захоплених тоді ж поляками). Було також у Західній Україні близько 35 українських середніх шкіл. Спочатку поляки втримували в Галичині систему австрійського шкільництва, але від 1921 зрівняли її з польською. Від 1932 обов'язкове навчання продовжено до 7 pp. Українські землі мали нижчий від загальнопольського відсоток початкових шкіл вищого рівня (7-класних): 13,5 % у Галичині, 8,5 % на півн.-зах. землях проти 16 % у цілій Польщі. Переважали найнижчі, 4-класні школи.
1924 польський міністр освіти Станіслав Грабський заініціював закон про утраквізм (подвійність), — переведення українських шкіл на українсько-польські — і про референдум батьків щодо вибору між польською або українською мовою («lex Grabski»). У висліді кількість українських шкіл у Галичині впала з 2426 в 1921—1922 рр. до 352 у 1937—1939 рр. У «двомовних» школах Галичини переважала польська мова і польські вчителі. На Поліссі всі 22 українські початкові школи закрито, не введено двомовних шкіл і навіть усунено українську мову як предмет. Заборонено навчати української мови на Холмщині й Підляшші. Навіть православної релігії можна було вчити тільки по-польськи. На Волині кількість шкіл з українською мовою упала з 443 в 1922—1923 до 8 у 1937—1938, натомість збільшено число утраквістичних шкіл. Загалом наприкінці 1930-х pp. тільки 7 % українців ходило до чисто українських шкіл. Українських вчителів масово висилано на польські землі або звільнювано. Середнім українським школам накинено деякі предмети польською мовою. Більшість українських середніх шкіл була приватна. Державними були тільки українські гімназії, успадковані після Австрії (але і з них закрито тернопільську). Була тільки 1 державна українська професійна школа (рільничий ліцей у Чернелиці).
Боротьбу за українську школу провадило Українське Педагогічне Товариство, 1926 перейменоване на товариство «Рідна Школа». Польська влада не дозволила поширити його діяльність поза Галичину. Воно фінансувало школи, бурси і видавало журнал «Рідна школа» (від 1932). Завдяки його зусиллям зросла кількість і якість українських приватних шкіл. Деякі приватні середні школи провадили українські католицікі релігійні інституції. У Львові при Малій Семінарії 1930 відкрито Матуральні Курси для учнів з закритих польською владою вищих клас у гімназіях (Тернопіль, Рогатин, Дрогобич), що 1931 розвинулися у повну гімназію класичного типу. Від 1920-х pp. «Рідна Школа» і Ревізійний Союз Кооператив намагалися творити професійні школи і курси (але вони становили тільки 7 % професійних шкіл у Галичині). Широко розвинена була українська дошкільна освіта 1934 Василіянки створили семінарію для дошкільних опікунок у Львові.
1919 організовано у Львові українські університетські курси, але 1920 поляки їх заборонили; тоді їх продовжувано таємно (Львівський (таємний) Український Університет, 1921—1925). Подібно діяла 1922—1925 Львівська (таємна) Українська Висока Політехнічна Школа. Хоч польський уряд зобов'язався перед західними союзниками створити український університет до 1924, ніколи цього не виконав. Єдиною леґальною українською високою школою, була Греко-Католицька Богословська Академія у Львові, заснована 1928. До 1925 українці бойкотували польські вищі школи, але ліквідація українських таємних високих шкіл і трудність нострифікації закордонних дипломів примусила їх припинити бойкот. Проте приймання українців до польських високих шкіл було обмежене.
У позашкільній освіті далі перед вела в Галичині «Просвіта» (1935 — 3075 читалень). На Станиславівщині діяло греко-католицьке освітнє товариство «Скала». Натомість Общество ім. Качковського занепадало.
На Волині і Поліссі поляки делеґалізували «Просвіту» в 1928—1932 рр. На Холмщині і Підляшші діяло освітнє товариство «Рідна Хата», але 1930 р. було ліквідоване поляками.

## Закарпаття 1919—1939
Після включення Закарпаття до Чехо-Словаччини 1919 умови розвитку українського шкільництва були кращі на східній, т. зв. Підкарпатській Русі, ніж на західній (Пряшівщина), включеній до Словаччини. Кількість початкових руських (українських) шкіл зросла на Підкарпатській Русі з 34 1916 до 492 1938 (включно з 23 горожанськими школами, тобто нижчими середніми школами, що існували за угорським зразком). Українські школи переважали (492 на загальне число 861), подібне було з учительськими семінаріями (4 на 5 1938) і професійними школами (138 на 179 1938); менш корисна була пропорція дитячих садків (132 на 252) і гімназій (5 на 11). Серед останніх були на Підкарпатській Русі 3 чесські, 2 єврейські та 1 угорська. В Ужгороді існувала також греко-католицька духовна семінарія.
На Пряшівщині тільки 57 % українських дітей ходило до руських шкіл. У Пряшеві були греко-католицька семінарія і 1 руська учительська семінарія та 1 приватна гімназія.
В питанні вибору мови навчання (місцева, з домішкою церковнослов'янської, української літературної чи російської) існував тут повний хаос; не бракувало й маніпуляцій т. зв. шкільним плебісцитом 1936, коли батьки мали вибирати між «русскою» і «малорусько-українською» мовами. Врешті і тут перемогла українська течія.
Учителі були об'єднані в Союзі Українських Учителів (з 1929), Учительській Громаді Підкарпатської Руси (з 1929), що видавала «Учительський голос» і «Нашу школу», та в русофільському Учительському Товариществі. Позашкільну освіту очолювала «Просвіта» (від 1920) і москвофільське Общество ім. О. Духновича (від 1923), а допомогою школам займалися Педагогічне Товариство Підкарпатської Руси (засноване 1923) і москвофільська «Школьная Помощь».
Коли восени 1938 Підкарпатська Русь (Карпатська Україна) створила власний уряд, шкільний реферат в Ужгороді перетворено на міністерство шкільництва на чолі з А. Штефаном (перенесене згодом до Хусту разом з урядом).

## Буковина і Бессарабія 1919—1940 рр
Зайнявши Буковину 1918 р., румуни ввели 1919 «стан облоги» і почали румунізацію українського шкільництва, закінчивши її 1927. Щойно після знесення «стану облоги» 1928 уряд дозволив 1929 вести часткове навчання по-українські в рум. школах на Буковині, але 1934 і це скасовано. Бессарабія в 1920—1927 рр. користувалася адміністративною автономією, завдяки чому там ще навчалися українською мовою в близько 120 школах.

## Західна Україна 1939—1945 рр
У 1939—1941 рр. радянська система освіти була тимчасово поширена на Галичину, північно-західні українські землі, північну Буковину й Бессарабію.
У Генерал-губернаторстві (1939—1945) на приєднаних українських землях у період 1939—1941 років постали українські школи. У 1941 налічувалось 911 шкіл, якими опікувався Український Центральний Комітет у Кракові. Після приєднання Східної Галичини до Генерал-губернаторства у 1942—1943 роках там було 4173 українські початкові школи, більше ніж коли-небудь раніше на дотичних українських землях. У 1942 році діяло 12 гімназій, а в 1943—1944 рр. — 9 учительських семінарій. Добре розвинені були фахові школи (330 проти менше 20 за Польщі). З вищих шкіл діяли різні Державні Фахові Курси у Львові з німецькою мовою навчання і переважно українськими студентами.
На землях Райхскомісаріату України німці не дозволили на українське шкільництво вище 4 класи. Діяли тільки деякі професійні школи.
На Закарпатті під владою угорців (1939—1944 рр.) кількість руських (українських) гімназій зменшилась з 7 (1939 р.) до 3 та горожанських шкіл з 30 до 10. На Буковині, в Бессарабії і в Трансністрії румунська окупаційна влада (1941—1944 рр.) взагалі зруйнувала українське шкільництво.

## Освіта в УРСР

### Міжвоєнна доба
Одним з перших актів радянської влади щодо шкільництва була заборона навчання релігії (1919). Більшовики прийняли подібну ідею «єдиної трудової школи» восени 1918, яку рік раніше висувала Центральна Рада. В УСРР народний комісар освіти — Г. Гринько зі своїм помічником Я. Ряппом увів 1920 інший варіант такої системи, ніж прийнятий у радянській Росії. Він відзначався крайнім техніцистичним напрямком, майже без гуманістичної і класичної програми. Університети були замінені Інститутами Народної Освіти (ІНО). Метою цієї системи було прискорене перетворення УСРР з аграрної на промислову країну, а також опіка над майже 1 млн. безпритульних дітей. Позитивне було саме існування освіти, незалежної від Москви, що вможливлювало мовну українізацію шкіл (офіційно прийняту політику ЦК КП(б)У 1923).
За часів народного комісара освіти — М. Скрипника (1927—1933), головного промоутера «українізації», відсоток учнів в українських школах УСРР зріс з 78 до 88,5. Створено також понад 300 українських шкіл для україномовних меншин в інших республіках СРСР. Українізація шкіл повільніше здійснювалась в містах (43,8 % проти 81,9 % по селах. 1925—1926 рр.), повільніша також у професійних школах (51,9 %, тоді ж) і вищих школах (48,9 %), ніж у нижчих. Існували також школи з викладовими мовами національних меншин.
Хоч 7-класна школа (так звана неповна середня освіта) для всіх була метою, практично 1925 введено тільки 4-класну обов'язкову школу для всіх. Але й так майже 1/3 дітей не кінчала 4 клас у 1920-х pp. Від 1930 заведено обов'язкове 7-класне навчання в містах.
Професійні школи від 1921 підлягали Укрголовпрофосові при Народному Комісаріаті освіти. У більшості цих шкіл (79 % на 1928) треба було платити за навчання, але діти бідних робітників і селян були звільнені від оплат. Вишкіл кваліфікованих робітників ведено в фабрично-заводських семирічках (ФЗС), сильно зросійщених (тільки в 17,6 % зайняття велося винятково українською мовою). Вищими технічними школами були технікуми, але в 1928 технічна освіта в СРСР була уніфікована, і технікуми в УРСР здеґрадовано до середини рівня за зразком РРФСР. У професійних школах українці були представлені недостатньо (в 1929—30 рр. — 53,1 %, тоді як в УРСР 80 % населення було українським). Тільки в 36,5 % технікумів у 1929—30 рр. викладалися всі предмети українською мовою. Для професійних шкіл ця пропорція була краща (59,1 %).
Головним завданням ІНО було готування учителів для старших класів семирічки; існували вони в Харкові, Києві, Одесі, Дніпропетровському, Кам'янці-Подільському (на базі дотеперішніх університетів), а також у Миколаєві, Херсоні, Ніжині, Полтаві, Чернігові, Житомирі й Луганському. На початку 1930-х pp. вони були поділені за дрібнішими спеціальностями, і їх кількість зросла до 42. Тільки 56 % студентів були українцями. Від 1921 до 1940 для підготови до високих шкіл існували 2-річні робітничі факультети. 1929 57 % їх студентів належало до комуністичної партії і комсомолу. На робітфаках мова викладання була переважно (60,4 % в 1929—1930 рр.) українською.
Манія експериментаторства з частими змінами утруднювала навчальний процес. Укрголовпрофос призначав ректорів вищих шкіл, а ЦК КП(б)У — політичних комісарів. Але коли 90 % ректорів стало членами партії (в 1926—1927 рр.), посада комісара стала зайвою.
Спочатку товариство «Просвіта» як позашкільна освітна установа розвивала далі діяльність за большевиків (зріст відділів з 852 у 1918 до 4322 на 1921), але на поч. 1922 її ліквідовано або перетворено її відділи на сов. культ, установи (сельбуди, хати-читальні тощо). 1921 створено надзвич. комісії ліквідації неписьменности (Лікнеп) і навчання грамоти від 8 до 50 p. вчинено обов'язковим. 1926 було 36,4 % неписьменних, 1939 — вже тільки 11,8 %.
1930 багато професійних шкіл підпорядковано різним комісаріатам у Москві. 1936 вищі школи підпорядковано Комітетові вищої освіти в Москві (за посередництвом подібного комітету в Києві). Таким чином нарком освіти УРСР відав з того часу тільки нижчим і середнім шкільництвом, дошкіллям і деякими технікумами. 1933 зі смертю Скрипника була загальмована політика «українізації». Відсоток українських студентів упав з 62,8 1930 до 54,2 на 1938. Кількість учнів в усіх українських школах зменшилася в 1932 — 33 через штучний голод. У 1934 — 35 припинено вивчення в середніх школах іст. України і привернено позитивну оцінку давньої політики царату. Таємним указом ЦК КП(б)У 1938 наказано примусове навчання російської мови в школах усіх щаблів.
Від 1933 розпочато ліквідацію відмінности системи шкільництва в УРСР від решти СРСР. Позитивним було відновлення унтів 1933. 1936 заведено загальносоюзну систему: початкова 4-річна школа, неповна середня (семирічна школа) і повна середня (десятирічна школа). Початкова школа була обов'язкова на селі, неповна середня — в містах. ІНО перетворено 1932—1933 pp. на 4-річні педагогічні інститути. 1940 запроваджено «школи трудових резервів» з примусовим набором учнів за селективною системою і примусовим працевлаштуванням. Наприкінці 1930-х pp. введено військовий вишкіл у школах.

### 1939—1945рр.
Під час війни з Німеччиною совєти створили українські школи для евакуйованих українців у Росії (71 в 1942—1943 рр.), Казахстані (64) й ін. азійських республіках. Також діяли 32 евакуйовані вищі школи УССР. У 1943—1944 рр. створено вечірні школи робітничої молоді (в містах) і школи сільської молоді (по селах для надолуження воєнних спізнень в освіті).

### Від 1945 до 1970р.
Труднощі повоєнної доби характеризує зріст вечірніх шкіл: з 876 1950—1951 рр. до 2070 на 1964—1965 у м. (у середньому їх кількість на той час меншала). Діяли також вечірні школи для дорослих, вечірні й заочні професійні школи.
Кількість вищих шкіл зменшилася у висліді комасації з 173 шкіл 1940—1941 рр. до 140 на 1958—1959 рр. (при одночасному зростанні числа студентів). Створено новий Ужгородський Державний Університет (1945). Тільки 55,7 % студентів у 1958—1959 студіювали нормально (решта — заочно і на вечірніх курсах). Цей відсоток упав до 38,7 в 1965—1966 рр. у висліді реформ М. Хрущова, але згодом почало кращати.
Продовжувалося російщення шкільництва: відсоток російських шкіл зріс з 14 у 1938—39 рр. до близько 25 на 1955—1956. Зі шкіл національних меншостей залишилися тільки молдавські, угорські і польські (разом 319 у 1950—1951 рр.). 1946 майже всі вищі школи (крім педагогічних, медичних і мистецьких) підпорядковано безпосередньо міністерству вищої освіти в Москві. Щойно 1955 відновлено міністерство вищої освіти в Києві, але з обмеженими компетенціями.
Проведено перевишкіл учителів у Західній Україні, 2/3 яких визнано невідповідними радянським вимогам. Між 1945 і 1951 спроваджено близько 36 400 вчителів зі Східної України. Після змін населення відсоток українських шкіл у Західній Україні став найвищим в УССР (у Галичині, на Волині і Буковині 93,3 % в 1946—1947 проти 86 % у 1940—1941). Створено 22 нові вищі школи в західній Україні, спочатку українізовані, але від 1949—1952 рр. переважно зросійщені. Під час короткої «відлиги» 1950-х pp. секретар ЦК КПУ Л. Мельников був усунений за надто явне російщення освіти у Західній Україні.
Важливим етапом у розвитку освіти в Україні став закон Верховної Ради СРСР 1959 р. «Про зміцнення зв'язку школи з життям і про дальший розвиток народної освіти», на підставі якого інтенсивно посилено русифікацію українського шкільництва. У дусі цього закону зреформовано семирічки і десятирічки на 8- (обов'язкові) і 11-річні «загально-освітньої політехнічної школи з виробничою підготовою». Після закінчення середньої освіти треба було відпрацювати щонайменше 2 роки перед вступом до вищої школи (за винятком 20 % найздібніших учнів). Як й ін. реформи Хрущова, також цю частково скасовано 1964—1967. Проте залишено обов'язок 8-річної загальної освіти, повернено, замість 11-річного, 10-річне навчання, залишено безплатність середньої і вищої освіти і необов'язковість навчання української мови й літератури в російських школах УССР. В атмосфері нового наступу на українську мову відсоток українських шкіл упав з 85,5 % в 1955—1956 до 81,1 % в 1967—1968 рр.
1956 р. введено школи-інтернати з оплатою за навчання, а від 1960 — «школи продовженого дня» (півінтернати) від 1 до 8 клас загально-освітньої школи. Ці школи не є надто поширені, бо вимагають більше коштів.
У 1967—1968 рр. ще половина учнів технікумів і професійних шкіл вчилася заочно і на вечірніх курсах. Найбільше вчилося у промислових і будівельних професіях (45,3 %). Порівняно із західними країнами низький відсоток вивчав торгівлю, фінанси, адміністрацію і право (13,3 на 1967—1968 рр.).
1964 р. створено Донецький Університет. Від 1958 наукові ступені затверджує Всесоюзна Атестаційна Комісія в Москві. Тоді як рівень навчання спеціалістів точних а природничих наук високий, то у гуманістичних і суспільствознавчих галузях він низький. Від 1967 р. встановлено пільги в прийманні до вищих шкіл колишнім військовим і працівникам безпеки. Випускники вищих професійних шкіл мають обов'язок працювати 3 pp. на визначених місцях, часто поза Україною. Наприкінці 1960-х pp. УРСР мала на 1/4 менше студентів на 10 000 населення, ніж Росія. В 1968—1969 рр. тільки 21,8 % студентів жило в гуртожитках; більшість дістає стипендії. 1974 видано таємну інструкцію не приймати до університетів Західної України більше 25 % місцевої молоді. Починаючи від 1960-х pp., помітна національна активність студентів (демонстрації, арешти, усування з університетів). Від 1965 р. випускники професійних вищих шкіл мають право на постійну посаду.

### 1970—1985 pp.
З кін. 1960-х pp. посилено централізацію шкільництва в УРСР. 1969 відновлено Міністерство освіти СРСР, яке здійснює керівництво загальною середньою освітою, дошкільним вихованням та розвитком педагогічних наук. Завданням центрального міністерства є визначення основних напрямів розвитку освіти, розроблення типових навчальних планів та програм, створення і видавання уніфікованих шкільних підручників та методично-навчальних посібників різного типу.
Гол. спрямуваннями в роботі шкіл за ці роки стають: трудове, воєнно-патріотичне й інтернаціоналістичне виховання, здійснення загальної середньої освіти. Останнє викликане потребою підвищення освіти робочих кадрів (90 % спеціальностей чорної металургії, 80 % машинобудування вимагають підготови в обсязі середньої школи).
Особливого значення надається трудовій підготові в сільських школах, які становлять 80 % усіх шкіл. Рівень навчання в сільських школах значно нижчий від міських, що зумовлене поганою матеріальною базою шкіл, перевантаженням учителів позашкільною працею, віддаленістю від культурних центрів. Сільські школи орієнтовані переважно на працю в колгоспному виробництві.
У нових програмах особливо наголошується завдання політичного виховання молоді. У шкільну систему 1972 введена обов'язкова початкова військова підготовка в усіх середніх школах. Практично учні (хлопці та дівчата) беруть участь у військово-технічній, фізкультурній підготовці.
У зв'язку з тим, що система народної і професійної освіти в СРСР виявила поважні хиби, як і тому, що послабила потяг до освіти і навчання взагалі, радянські органи заходилися на початку 1980-х pp. коло нової шкільної реформи. 1984 ЦК КПРС опублікував постанову «Основні напрями реформи загальноосвітньої і професійної школи», які стали основою пізнішого республіканського законодавства про шкільництво. В основному збережено дотеперішню систему шкіл, але в програмі кладено ще більший натиск на трудове навчання та оволодіння учнями конкретних знань з технічних, економічних і суспільних наук. Наголошується практичне включення випускників середніх і професійних шкіл у суспільне життя і процес продукції. З цією метою госп. установи й підприємства повинні тісно співпрацювати з школами, беручи над ними шефство. Так само посилюється роля батьківських комітетів у допомозі школам й у вихованні. Очевидно, що одним з гол. напрямів залишається ком. ідеологічне виховання та дальше російщення неросійських шкіл.
Під гаслом покращення викладання російської мови ухвалено низку постанов, що фактично зводять рідну мову до другорядної. В «Основах законодавства Радянського Союзу та союзних республік про нар. освіту» 1973 р. стверджується, що вивчення мови національних республік в російськомовних школах залежить від бажання батьків.
Наказами міністерства освіти УРСР запроваджена програма удосконалення російської мови в усіх школах; у дитячих садках національних республік з 1979 введено обов'язкове навчання російською мовою, починаючи з 5 pp. життя, як також висунено вимогу культивувати російську мову в родинах. Уведено спеціальні програми, складені для початкових шкіл з поглибленим курсом російської мови, введено години для факультативних зайнять за рахунок скорочення ін. предметів, посилено позакласні зайняття з російської мови. Рекомендовано ввести викладання спеціальних та загальноосвітних дисциплін російською мовою, починаючи з 2—3 курсів в усіх вищих школах союзних республік; введено обов'язкове вивчення російської мови на перших 2 курсах всіма студентами (за рахунок ін. дисциплін). Ці заходи відсунули на задній план українську мову вже в нижчому і середьому шкільництві.
У 1977—1978 рр. в 4—10 класах денних загальноосвітніх шкіл УРСР було 45 700 учителів російської мови й літератури, а тільки 43 500 учителів української, молдавської, угорської і польської мов і літератур.
Одним із яскравих показників русифікації освіти є дані про чисельність шкіл в обласних містах з українською й російською мовами викладання та мішаних (російсько-українських) на середину 1987 р., опубліковані Комісією для зв'язку Спілки Письм. України з навчальними закладами УРСР:
| Міста                            | Українських шкіл | Російських шкіл | Мішаних |
| -------------------------------- | ---------------- | --------------- | ------- |
| Вінниця                          | 10               | 21              | —       |
| Ворошиловград (зараз Луганськ)   | —                | 60              | 1       |
| Дніпро                           | 9                | 125             | 6       |
| Донецьк                          | —                | 146             | —       |
| Житомир                          | 14               | 16              | 1       |
| Запоріжжя                        | 1                | 95              | 5       |
| Івано-Франківськ                 | 18               | 6               | 2       |
| Кіровоград (зараз Кропивницький) | 4                | 17              | 11      |
| Львів                            | 66               | 26              | 11      |
| Миколаїв                         | —                | 51              | 5       |
| Одеса                            | 3                | 90              | 7       |
| Полтава                          | 19               | 16              | —       |
| Рівне                            | 15               | 9               | —       |
| Сімферополь                      | —                | 33              | —       |
| Суми                             | 3                | 20              | —       |
| Тернопіль                        | 20               | 3               | —       |
| Ужгород                          | 12               | 5               | 2       |
| Херсон                           | 5                | 49              | 1       |
| Харків                           | 2                | 156             | З       |
| Хмельницький                     | 9                | 17              | 2       |
| Черкаси                          | 5                | 19              | 7       |
| Чернівці                         | 15               | 23              | —       |
| Чернігів                         | — (2?)           | 24              | 6       |
| Київ                             | 34               | 152             | 88      |

Як урахувати, що мішані школи практично російські або завтра такими стануть, то в головних містах УРСР є тільки 16 % українських шкіл, решта 84 % — російські. Але й ці відсотки не відбивають дійсного, значно гіршого стану, бо українські школи звичайно чисельно малі й гірше від російських устатковані, до того ж багато предметів і в них, за браком українських підручників, викладаються російською мовою.

### Дошкільне виховання
Створена 1969 р. нова «Програма виховання в дитячому садку» регламентує всю роботу дошкільного виховання: у ній подані режим дня, визначене обов'язкове навчання, гри, устійнена програма усіх видів виховання. Особливо значне місце відводиться ідеологічному ком. вихованню.
Сітка дошкільних установ в Україні збільшилася і на кін. 1973—1974 рр. становила 5 800 одиниць, у яких виховується 260 тис. дітей. Понад 70 % колгоспів також мають постійно діючі дитячі садки. Ясла і дитячі садки частково безплатні (платиться 1/3 коштів). З 1976 педагогічні училища, що готують виховників для дошкільних установ, працюють за новими програмами, що уможливлюють персоналові виховну роботу з дітьми різного віку, починаючи від немовляти. Не зважаючи на збільшення приміщень, лише 37 % дітей відвідувало дитячі установи (1976).
Переповнення дошкільних установ понад норми, невідповідність приміщень, погане обслуговування призводять до постійних захворювань дітей. Працівники дошкільних установ становлять найнижчу категорію пед. працівників з найменшою платнею, що негативно впливає на якість роботи.
Середні школи. У 1970-х pp. загально-освітня школа перейшла на нові програми, з деякою зміною системи навчання. Навчання в початковій школі скоротилося до 3-х pp., у зв'язку з чим виявилася потреба в перекваліфікації вчителів. Навантаження учнів молодших клас становить 24 год. на тиждень, при 32 навчальних тижнях на рік.
Незважаючи на велику кількість постанов про покращення навчання та виховання, рівень залишається ще низьким, особливо в сільських школах, що пояснюється поганим обладнанням шкіл та браком учителів.
1972 створено Сімферопольський Університет, а 1985 Запорізький.

## Репетиторство в сучасній незалежній Україні
В 1990-ті роки, після розпаду СРСР і формування нових незалежних країн про репетиторство стали говорити відкрито. Даний вид праці майже здобув офіційний статус. Багато газет стали публікувати оголошення про надання такого роду послуг, всі стовпи у великих і малих містах були обклеєні оголошеннями вчителів. Бажання працювати додатково мали не лише молоді і недосвідчені спеціалісти, але і солідні професори з різних університетів. Нарешті абітурієнти отримали можливість найняти гідних вчителів і отримати такий довгоочікуваний студентський квиток. Сьогодні репетиторство є досить популярною роботою, яка крім задоволення приносить і чималі доходи викладачам.
Після ведення зовнішнього незалежного оцінювання потреба в репетиторах значно зросла. Якщо на початок введення такої програми приблизно 70 % випускників займалися з репетиторами до підготовки здачі тестів, то на сьогоднішній день цей показник перевищує позначку в 95 %. Адже сучасні вимоги до складання тесту надзвичайно високі, і шкільна програма просто не може дати відповідних знань. Крім цього приблизно 30—40 % дітей ходять на індивідуальні заняття з інших предметів, які не входять до переліку ЗНО.
Особливого місце посідає дистанційне репетиторство. Якщо раніше репетитори могли працювати з учнями, що знаходились в одному місті з вчителем, то зараз кордонів для викладання індивідуальних занять просто немає. Адже кожен має можливість проводи заняття в онлайн режимі, використовуючи для цього скайп, або будь-який інший спосіб зв'язку.

## Національна школа

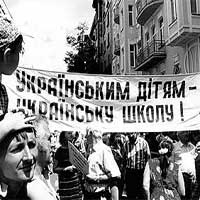
За українське шкільництво

Проблема національної моделі школи в Україні, як і в усій Європі, набирає особливої актуальності та чітко окресленої мотивації ще із XVII століття, коли і окремі держави, і цілі імперії стають на шлях суверенного національно-державного розвитку, коли створюються три найперші національно-демократичні республіки: Англія, Нідерланди й Україна.